# Couargues
Couargues är en kommun i departementet Cher i regionen Centre-Val de Loire i de centrala delarna av Frankrike. Kommunen ligger  i kantonen Sancerre som tillhör arrondissementet Bourges. År 2022 hade Couargues 197 invånare.

## Befolkningsutveckling
Antalet invånare i kommunen Couargues
Referens:INSEE